# Lista episoadelor din Războiul stelelor: Războiul clonelor
Aceasta este o listă a episoadelor Star Wars: The Clone Wars. Seria a avut premiera pe 3 octombrie 2008.

## Episoade

### Filmul de lung metraj
Star Wars: The Clone Wars a fost lansat în cinematografe pe 15 august 2008 în loc de episod pilot oficial al seriei.

### Sezonul 1: 2008-2009
| Nr | Titlul original                                | Prima emisie SUA  | Rezumat |
| -- | ---------------------------------------------- | ----------------- | --- |
| 1  | O Galaxie Ravasita De Razboi                   | 3 octombrie 2008  | Maestrul Jedi Yoda și trei clone—Jek, Thire și Rys—trebuie să se lupte cu asasina Ventress al Contelui Dooku și armata ei de droizi pentru a demonstra că Jedii sunt destul de puternici pentru a proteja planeta și să încheie un tratat de alianță cu aceștia. |
| 2  | Flota Clonelor E Sub Asediu                    | 3 octombrie 2008  | Un atac din partea Separatiștilor îi lasă pe Maestrul Jedi Plo Koon și câteva clone luptându-se pentru viața lor până când Anakin și Ahsoka îi găsește. |
| 3  | Umbra lui Malevolence                          | 10 octombrie 2008 | Cu ajutorul padawanului său, Ahsoka și Maestrul Jedi Plo Koon, Anakin folosește bombardierele Y-wing pentru a conduce un atac asupra navei Generalului Grievous, Malevolence.                                                                                    |
| 4  | Distruge-l pe Malevolence                      | 17 octombrie 2008 | Padmé Amidala și C-3PO sunt luați ostatici de Grievous, urmând ca Anakin și Obi-Wan să salveze Senatoarea și să termine distrugerea Malevolence-ului. |
| 5  | Fortele Clonelor Se Reunesc                    | 24 octombrie 2008 | Singuri într-un post de apărare distant, clonele Căptanul Rex și Comandantul Cody trebuie să ajute o clonă începătoare să creadă în ei și să oprească o invazie a Droizilor.                                                                                     |
| 6  | R2D2 Pierdut In Misiune                        | 7 noiembrie 2008  | R2-D2 este pierdut în timpul unei lupte crâncene, iar Anakin trebuie să-l găsească înainte ca Separatițtii să descopere secretele militare aflate în memoria acestuia.                                                                                           |
| 7  | Duelul droizilor                               | 14 noiembrie 2008 | Anakin, Ahsoka și droidul R3-S6 pornesc într-o dublă misiune de salvare/sabotaj când descoperă că R2-D2 este ținut în nava Generalului Grievous. |
| 8  | Bombad Jedi                                    | 21 noiembrie 2008 | Jar Jar Binks este un Cavaler Jedi? Așa cred Separatiștii când comicul erou Gungan și C-3PO luptă pentru a o salva pe Padmé Amidala din mâinile răului Vicerege Nute Gunray.                                                                                     |
| 9  | Mantia întunercului                            | 5 decembrie 2008  | Ahsoka și Maestrul Jedi Luminara îl escortează pe Nute Gunray la judecată, neștiind că Contele Dooku și-a trimis asasinul Asajj Ventress pentru a elibera prizonierul și a-i elimina pe Jedi.                                                                    |
| 10 | Vice Regele Ganrei A Evadat                    | 12 decembrie 2008 | General Grievous trebuie să demonstreze că este demn de a fi Separatist când Contele Dooku îi atrage pe Maestrul Jedi Kit Fisto și fostul său Padawan, Mon Calamari Jedi Nahdar Vebb în casa lui Grievous.                                                       |
| 11 | Disparut In Lupta                              | 2 ianuarie 2009   | În timpul unei încercări de a-l captura pe Contele Dooku, Anakin și Obi-Wan descoperă că Lordul Sith este capturat de pirații spațiului. |
| 12 | Razboiul Clonelor Ameninta Unitatea Republicii | 9 ianuarie 2009   | În timp ce negociază răscumpărarea Contelui Dooku, Anakin și Obi-Wan sunt luați prizonieri. Jedii și Sithii formează o scurtă alianță pentru a încerca să scape, iar Jar Jar Binks este unica lor speranță.                                                      |
| 13 | Vice Regele Ganrei A Fost Prins                | 16 ianuarie 2009  | Când Anakin este rănit în luptă, Generalul Jedi Aayla Secura trebuie să o învețe pe Ahsoka că Jedi nu pot avea atașamente personale. |
| 14 | Vanatoare De Oameni                            | 23 ianuarie 2009  | În timp ce Jedii se luptă cu o nouă armă a a separatiștilor, pacifiștii Lurmeni trebuie să se hotărească dacă se predau Separatiștilor sau să lupte împreună cu Anakin, Ahsoka și Generalul Jedi Aayla Secura.                                                   |
| 15 | Se Cere Rascumparare Pentru Contele Dooku      | 30 ianuarie 2009  | În timpul investigării dispariției unei echipe de clone, Anakin și Obi-Wan sunt prinși în mijlocul unui conflict dintre locuitorii furioși ai unei planete înghețate și reprezentanții lacomi ai unei luni din apropiere.                                        |
| 16 | O Planeta Sub Asediu                           | 6 februarie 2009  | Anakin și Obi-Wan descoperă un trădător printre clone în timp ce încearcă să conducă armata Republicii pentru a elibera planeta Christophsis dintr-un asediu al Separatiștilor.                                                                                  |
| 17 | Droizi De Lupta Pe Naboo                       | 13 februarie 2009 | Padmé și Jar Jar sunt capturați în timp ce cautau un laborator pentru bio-arme Separatist, lăsându-i pe Anakin, Obi-Wan și Ahsoka să încerce să-i salveze și să oprească eliberarea virusului mortal.                                                            |
| 18 | Misterul A 1000 De Luni                        | 13 februarie 2009 | Mortalul virus al Umbrei Albastre este eliberat în laborator infectându-i pe Ahsoka, Padmé și multe alte clone - dându-le lui Anakin și Obi-Wan doar 48 de ore să găsească antidotul pe o planetă misterioasă din care nimeni nu a reușit să plece.              |
| 19 | Planeta Ryloth Invadata                        | 27 februarie 2009 | Ahsoka nu respectă ordinele lui Anakin și pierde o mare parte a escadronului pe care-l conducea - dându-i șansa lui Anakin să-i dea o lecție Padawanului său. |
| 20 | Invazia                                        | 6 martie 2009     | Pentru a distruge o puternică armă a Separatiștilor, Obi-Wan și o mică echipă de clone intră într-un oraș ocupat în care locuitorii sunt folosiți ca scuturi vii.                                                                                                |
| 21 | Victoria Republicii Se Apropie                 | 13 martie 2009    | Cu din ce în ce mai puține clone, Mace Windu trebuie să-l convingă pe luptătorul pentru libertate Twi'lek Cham Syndulla pentru a-l ajuta să salveze orașul din mâinile droizilor.                                                                                |
| 22 | Hostage Crisis                                 | 20 martie 2009    | Pentru a-l salva pe lordul criminal Ziro the Hutt, căutătorii de recompense preiau controlul asupra clădirii Senatului și iau ostatici - neștiind că Anakin Skywalker este încă înăuntru.                                                                        |

## Seazonul 2 (2009–2010)
23. Jedii Sunt Blocati Pe Felucia
24. Secrete Furate
25. Un Hot E Vanat
26. Tradare In Senat
27. Contraatac
28. Ultima Razvratire
29. Victorie Pe Genonosis
30. Brain Invaders
31. O Infrangere Diabolica
32. Fugar
33. Sabia Luminii Este Furata
34. Diplomatie Sau Inselaciune
35. O Intampinare Regala
36. O Misiune Diplomatica
37. Razboi Pe Multe Fronturi
38. Aparare Inpenetrabila
39. Numarul Victimelor E In Crestere
40. Vremurile Disperate Atrag Dupa Ele Masuri Disperate
41. Un Risc Calculat
42. Calmul Dinaintea Furtunii
43. Razbunare
44. Urmarire Letala

## Sezonul 3 (2010–2011)
45. Cadetii clona
46. Soldatii ARC
47. Liniile de Aprovizionare
48. Sfera de influenta
49. Coruptia
50. Academia
51. Asasinul
52. Planuri malefice
53. Vanatoarea lui Ziro
54. Eroi de ambele parti
55. Exercitarea pacii
56. Surorile noptii
57. Monstrul
58. Vrajitoarele din ceata
59. Overlords
60. Altarul rigorului
61. Fantomele din Mortis
62. Citadela
63. Contraatac
64. Salvarea citadelei
65. Padawanul pierdut
66. Vanatoarea lui Wookiee

## Sezonul 4 (2011–2012)
67. Razboaie in apa
68. Gungan ataca
69. Prizonierii
70. Razboinicul din umbra
71. Misiunea Mercy
72. Droizii nomazi
73. Intuneric pe Umbara
74. Generalul
75. Planul de disidenta
76. Carnage of Krell
77. Rapit
78. Sclavi ai Republicii
79. Evadarea din Kadavo
80. Un prieten la nevoie
81. Deceptia
82. Prieteni si Dusmani
83. Cutia
84. Criza de pe Naboo
85. Masacrul
86. Premiul
87. Fratii
88. Razbunarea

## Sezonul 5 (2012-2013)
89. Revival
90. A War on Two Fronts
91. Front Runners
92. The Soft War
93. Tipping Points
94. The Gathering
95. A Test of Strength
96. Bound for Rescue
97. A Necessary Bond
98. Secret Weapons
99. A Sunny Day in the Void
100. Missing in Action
101. Point of No Return
102. Eminence
103. Shades of Reason
104. The Lawless
105. Sabotage
106. The Jedi Who Knew Too Much
107. To Catch a Jedi
108. The Wrong Jedi

## Sezonul 6 (2014)
109. The Unknown
110. Conspiracy
111. Fugitive
112. Orders
113. An Old Friend
114. The Rise of Clovis
115. Crisis at the Heart
116. The Disappeared (partea I)
117. The Disappeared (partea II)
118. The Lost One
119. Voices
120. Destiny
121. Sacrifice

## Sezonul 7 (ultimul 2020)
122. The Bad Batch

123. A Distant Echo

124. On the Wings of Keeradaks

125. Unfinished Business

126. Gone with a Trace

127. Deal No Deal

128. Dangerous Debt

129. Together Again

130. Old Friends Not Forgotten

131. The Phantom Apprentice

132. Shattered

133. Victory and Death